# 東橋 (横浜市)
東橋（あづまばし）は、神奈川県横浜市南区の中村川に架かる道路橋である。橋の左岸は南区中村町一丁目、右岸は南区万世町一丁目と中区三吉町の境となる。

## 歴史
1875年（明治8年）から1923年（大正12年）にかけて、現在の南区中村町の道場橋そばに神奈川危険物貯庫が設けられた。この倉庫には横浜港に入ってくるすべての石油製品が集められ、中村町周辺にはそれらを扱う運搬人夫が多く暮らすようになった。1897年に横浜船渠が操業を始めると、そこで働く労働者もこの近辺で生活を営むようになる。明治時代には彼らが通勤するための木造橋が架けられ、隣接する車橋とともに「土方橋」と通称されていた。1923年には関東大震災で焼失し、1926年6月17日から1927年4月14日にかけて、総工費43,866円を投じて鋼鈑桁橋に架け替えられた。時期は不明であるが、中村の小名をとって、いつしか「東橋」と呼ばれるようになった。

## 現橋
現在の橋は首都高速狩場線の建設、およびそれに伴う中村川の河川改修に合わせて1988年に完成した。親柱は地元のシンボルとして復元され、高欄や歩道は既存の親柱に影響を与えたアール・デコ様式を基調としたデザインが採られた。